# شهرستان باندری (آیداهو)
شهرستان باندری، آیداهو (به انگلیسی: Boundary County, Idaho) یک سکونتگاه مسکونی در ایالات متحده آمریکا است که در آیداهو واقع شده‌است.

## خصوصیات
شهرستان باندری ۳٬۳۱۰٫۰۲ کیلومترمربع مساحت دارد.